# Sport Club Marsala 1912 1998-1999
Questa pagina raccoglie i dati riguardanti lo Sport Club Marsala 1912 nelle competizioni ufficiali della stagione 1998-1999.

## Divise e sponsor
I colori sociali dello Sport Club Marsala 1912 sono l'azzurro ed il bianco.
| Casa | Trasferta |

## Rosa
| N. |                    | Ruolo | Calciatore          |
| -- | ------------------ | ----- | ------------------- |
|    | Italia (bandiera)  | A     | Leonardo Aiello     |
|    | Italia (bandiera)  | D     | Tommaso Bambi       |
|    | Italia (bandiera)  | A     | Antonino Barraco    |
|    | Italia (bandiera)  | C     | Vincenzo Botticelli |
|    | Italia (bandiera)  | A     | Gaetano Calvaresi   |
|    | Italia (bandiera)  | D     | Giuseppe D’Alcamo   |
|    | Italia (bandiera)  | D     | Michele Coppola     |
|    | Italia (bandiera)  | D     | Paolo Cozzi         |
|    | Italia (bandiera)  | C     | Pierluigi Di Già    |
|    | Francia (bandiera) | D     | Patrice Evra        |
|    | Italia (bandiera)  | D     | Giacomo Filippi     |
|    | Italia (bandiera)  | D     | Simone Fortini      |
|    | Italia (bandiera)  | P     | Massimo Gazzoli     |
|    | Italia (bandiera)  | A     | Emanuele Germano    |
|    | Italia (bandiera)  | A     | Daniele Guerzoni    |
|    | Italia (bandiera)  | D     | Egidio Ingrosso     |
|    | Italia (bandiera)  | C     | Rosario Italiano    |

| N. |                       | Ruolo | Calciatore           |
| -- | --------------------- | ----- | -------------------- |
|    | Italia (bandiera)     | A     | Calogero La Vaccara  |
|    | Italia (bandiera)     | D     | Marco Lantieri       |
|    | Italia (bandiera)     | C     | Valerio Leto         |
|    | Italia (bandiera)     | D     | Enrico Paggio        |
|    | Italia (bandiera)     | C     | Filippo Pensalfini   |
|    | Italia (bandiera)     | A     | Claudio Pierantozzi  |
|    | Italia (bandiera)     | P     | Gianfranco Randazzo  |
|    | Italia (bandiera)     | D     | Valiant Rosati       |
|    | Italia (bandiera)     | A     | Stefano Santini      |
|    | Italia (bandiera)     |       | Michele Scapicchi    |
|    | Italia (bandiera)     | A     | Francesco Semplice   |
|    | Italia (bandiera)     | C     | Elio Signorelli (II) |
|    | Italia (bandiera)     | C     | Massimiliano Spocchi |
|    | Mauritania (bandiera) | C     | Antonio Tavares      |
|    | Italia (bandiera)     | C     | Salvatore Tedesco    |
|    | Italia (bandiera)     | D     | Giuseppe Tripodi     |
|    | Italia (bandiera)     | C     | Michele Zeoli        |

## Risultati

### Campionato

#### Girone di andata
| 6 settembre 1998 1ª giornata | Marsala | 1 – 0 | Foggia |  |

| 13 settembre 1998 2ª giornata | Crotone | 0 – 1 | Marsala |  |

| 20 settembre 1998 3ª giornata | Marsala | 1 – 2 | Castel di Sangro |  |

| 27 settembre 1998 4ª giornata | Fermana | 0 – 0 | Marsala |  |

| 4 ottobre 1998 5ª giornata | Marsala | 1 – 1 | Nocerina |  |

| 11 ottobre 1998 6ª giornata | Juve Stabia | 1 – 0 | Marsala |  |

| 18 ottobre 1998 7ª giornata | Marsala | 2 – 2 | Lodigiani |  |

| 25 ottobre 1998 8ª giornata | Giulianova | 3 – 0 | Marsala |  |

| 8 novembre 1998 9ª giornata | Marsala | 1 – 1 | Palermo |  |

| 15 novembre 1998 10ª giornata | Atletico Catania | 0 – 0 | Marsala |  |

| 22 novembre 1998 11ª giornata | Marsala | 1 – 0 | Ascoli |  |

| 29 novembre 1998 12ª giornata | Ancona | 1 – 1 | Marsala |  |

| 6 dicembre 1998 13ª giornata | Marsala | 1 – 1 | Battipagliese |  |

| 13 dicembre 1998 14ª giornata | Marsala | 1 – 2 | Acireale |  |

| 20 dicembre 1998 15ª giornata | Savoia | 1 – 0 | Marsala |  |

| 23 dicembre 1998 16ª giornata | Marsala | 3 – 0 | Gualdo |  |

| 6 gennaio 1999 17ª giornata | Avellino | 1 – 1 | Marsala |  |

#### Girone di ritorno
| 10 gennaio 1999 18ª giornata | Foggia | 1 – 1 | Marsala |  |

| 17 gennaio 1999 19ª giornata | Marsala | 0 – 1 | Crotone |  |

| 24 gennaio 1999 20ª giornata | Castel di Sangro | 4 – 2 | Marsala |  |

| 31 gennaio 1999 21ª giornata | Marsala | 0 – 1 | Fermana |  |

| 14 febbraio 1999 22ª giornata | Nocerina | 0 – 0 | Marsala |  |

| 21 febbraio 1999 23ª giornata | Marsala | 1 – 0 | Juve Stabia |  |

| 28 febbraio 1999 24ª giornata | Lodigiani | 1 – 1 | Marsala |  |

| 7 marzo 1999 25ª giornata | Marsala | 2 – 0 | Giulianova |  |

| 21 marzo 1999 26ª giornata | Palermo | 1 – 1 | Marsala |  |

| 28 marzo 1999 27ª giornata | Marsala | 1 – 1 | Atletico Catania |  |

| 3 aprile 1999 28ª giornata | Ascoli | 1 – 1 | Marsala |  |

| 11 aprile 1999 29ª giornata | Marsala | 2 – 0 | Ancona |  |

| 18 aprile 1999 30ª giornata | Battipagliese | 2 – 0 | Marsala |  |

| 25 aprile 1999 31ª giornata | Acireale | 0 – 0 | Marsala |  |

| 2 maggio 1999 32ª giornata | Marsala | 3 – 0 | Savoia |  |

| 9 maggio 1999 33ª giornata | Gualdo | 2 – 0 | Marsala |  |

| 16 maggio 1999 34ª giornata | Marsala | 0 – 0 | Avellino |  |